# Поточище
Пото́чище (укр. Поточище) — село в Городенковской городской общине Коломыйского района Ивано-Франковской области Украины.
Население по переписи 2001 года составляло 1512 человек. Занимает площадь 32,75 км². Почтовый индекс — 78135. Телефонный код — 03430.

## История
В 1946 году указом ПВС УССР село Поточиское переименовано в Поточище.